# 프랑스 다이어리
프랑스 다이어리(Journal de France)는 2012년 공개된 프랑스의 다큐멘터리 영화이다.

## 출연

### 주연
- 레이몽 드파르동
- 클로딘 누가레

## 기타
- 프로듀서: 클로딘 누가레